# Idiodes fictilis
Idiodes fictilis là một loài bướm đêm trong họ Geometridae.